# Ruta Estatal de California 115
La Ruta Estatal de California 115, y abreviada SR 115 (en inglés: California State Route 115) es una carretera estatal estadounidense ubicada en el estado de California. La carretera inicia en el Sur desde la  I 8     cerca de Holtville hacia el Norte en la  SR 111     en Calipatria. La carretera tiene una longitud de 56,7 km (35.24 mi).

## Mantenimiento
Al igual que las autopistas interestatales, y las rutas federales y el resto de carreteras estatales, la Ruta Estatal de California 115 es administrada y mantenida por el Departamento de Transporte de California por sus siglas en inglés Caltrans.

## Cruces
| Localidad | Miliario    | Destinos                                          | Notas                                              |
| --- | ----------- | ------------------------------------------------- | -------------------------------------------------- |
| | R3.20       | I 8 – El Centro, Yuma                             | Interchange                                        |
| Holtville | R7.19       | Kavanaugh Road                                    |                                                    |
| | 9.54        | CR S80 Oeste (Evan Hewes Highway) – El Centro     |                                                    |
| |             | CR S28 (Worthington Road) – Imperial              |                                                    |
| | 21.17 21.02 | SR 78 Este – Glamis, Palo Verde, Blythe           | Extremo sur de la SR 78; Anteriormente CR S78 Este |
| | 18.65 21.18 | SR 78 Oeste – Holtville, Brawley                  | Extremo norte de la SR 78                          |
| | 25.99       | CR S26 (Rutherford Road)                          |                                                    |
| Calipatria | 35.24       | SR 111 (Sorenson Avenue) – Brawley, Niland, Indio |                                                    |
| Calipatria | 35.24       | CR S30 (Main Street)                              | Continuación más allá de la SR 111                 |
| 1.000 mi = 1.609 km; 1.000 km = 0.621 mi Cerrada/Antigua • Terminal concurrente • Acceso incompleto • Propuesta/Sin abrir |             |                                                   |                                                    |

1. 1 2  Indica que el miliario representa la distancia de la SR 78 y no la dela SR 115.